# Norman Cleaveland
Norman Cleaveland (4 de abril de 1901 — 8 de junho de 1997) foi um jogador de rugby union estadunidense, campeão olímpico.

## Carreira
Cleaveland nasceu na Califórnia, mas passou uma parte considerável de sua juventude crescendo no rancho de sua família fora de Datil, Novo México. Ele foi um atleta de destaque da Universidade Stanford quando se tornou membro do time americano de rugby union que ganhou a medalha de ouro em Paris nos Jogos Olímpicos de Verão de 1924. Conhecido como Peabody por seus companheiros de equipe, porque era assim que ele chamava todos os outros, ele ficou na França depois que o rugby terminou para assistir ao resto dos jogos.
Após se formar em Stanford com um diploma em engenharia de mineração, Cleaveland começou uma longa e respeitada carreira se especializando em operações de dragagem. Durante a Segunda Guerra Mundial, ele fez uma pausa na mineração e serviu como piloto do Corpo Aéreo do Exército nos EUA e, imediatamente após a guerra, na Coreia e na Manchúria, como parte da Comissão de Reparações dos Estados Unidos. Vinte e dois anos de sua carreira na mineração foram gastos na mineração de estanho no Sudeste Asiático, especialmente no que hoje é conhecido como Malásia, eventualmente se tornando presidente da Pacific Tin Corporation.
Filho da famosa autora ocidental Agnes Morley Cleaveland, após sua aposentadoria da mineração, Norman escreveu e editou três livros. Seu primeiro, escrito com George Fitzpatrick, foi intitulado The Morleys e narrou a mudança dos avós maternos de Norman para o norte do Novo México para participar da gestão da Maxwell Land Grant. Norman levantou sobrancelhas com sua afirmação de que a morte de seu avô não foi acidental, mas devido à animosidade persistente com um grupo conhecido como Santa Fe Ring sobre a apropriação de terras que ocorreu da concessão de terras original. Bang Bang in Ampang, publicado em 1973, dizia respeito ao tempo de Norman no Sudeste Asiático durante a revolta comunista conhecida como Emergência da Malásia. Norman não apoiou a abordagem colonial britânica inicial para apaziguar as facções comunistas em desenvolvimento na Malásia no final da década de 1940. Norman causou considerável consternação, inclusive com os jovens senadores Kennedy e Lyndon B. Johnson , quando ele rearmou as polícias locais para proteger a si próprios e suas operações de mineração. O último esforço literário de Norman foi editar um livro sobre o excêntrico curandeiro ocidental Francis Schlatter , que teria morrido em 1896. Intitulado The Healer: The Story of Francis Schlatter, ele inclui o texto de The Life of the Harp in the Hand of the Harper, publicado pela avó de Norman, Ada Morley, em 1897, detalhando a vida do curandeiro e suas conversas com ele, bem como lembranças do evento por sua mãe, Agnes.
Norman morreu em sua casa em 8 de junho de 1997, em Santa Fé, Novo México, aos 96 anos. Ele jogou rugby a maior parte de sua vida e foi membro vitalício do Santa Fe Rugby Club. Juntamente com outros medalhistas de ouro do rugby union, ele foi incluído no Hall da Fama do IRB em 2012.